# 4206-os mellékút (Magyarország)
A 4206-os számú mellékút egy bő 34 kilométer hosszú, négy számjegyű mellékút Jász-Nagykun-Szolnok vármegye és Békés vármegye határvidékén, Karcagot köti össze Füzesgyarmattal.

## Nyomvonala
Karcag központjában ágazik ki a 3401-es útból, annak 1+500-as kilométerszelvénye táján, dél-délnyugat felé, Széchenyi sugárút néven. Bő 1 kilométer után délkelet felé fordul, ott a Vasút utca nevet viseli, majd további fél kilométer után visszakanyarodik a kezdeti irányához, az onnan egyenesen továbbvezető út pedig a 34 302-es számozást veszi fel, az vezet a Budapest–Záhony-vasútvonal és a Karcag–Tiszafüred-vasútvonal Karcag vasútállomására. A folytatásban a Gyarmati út nevet viseli, hamarosan délebbi irányt vesz és a második kilométerét elhagyva, szintben keresztezi a vasútállomás nyugati szélének sűrű vágányhálózatát.
2,8 kilométer után, már lényegében külterületen keresztezi a 4-es főutat, amely itt a 163+600-as kilométerszelvénye táján jár, majd immár teljesen külterületi határrészek közt húzódik tovább, dél-délkelet felé. 11,2 kilométer után éri el a város határát, ott átszeli a Hortobágy-Berettyót és a túlparton már a Békés vármegyei Bucsa területén folytatódik, délkeleti irányban. A község szélét a 13. kilométerénél éri el, ott Kossuth Lajos utca a neve, a 15. kilométere után pedig ki is lép a belterületről, de még közel 7 kilométeren át bucsai határrészek közt húzódik.
21,9 kilométer után ér Kertészsziget területére, majd nem sokkal odébb egy elágazása következik: a 4245-ös út ágazik ki belőle délnyugati irányban, a település központja, illetve onnan tovább Szeghalom felé. Lakott helyet itt nem is nagyon érint, 25,6 kilométer után pedig el is hagyja a községet, átlépve Füzesgyarmat területére.
A 32+250-es kilométerszelvényénél keresztezi a Békéscsaba–Kötegyán–Vésztő–Püspökladány-vasútvonal vágányait – nyílt vonali szakaszon, bár nem messze az egykori Macskás megállóhely déli szélétől – majd az Ó-Berettyó csatornát is. A 33. kilométere után lép be a város lakott területére, ahol Arany János utca lesz a neve, majd egy rövid szakaszon a Petőfi utca nevet viseli, dél felé fordulva. A 34. kilométerénél ismét délkelet felé fordul, Széchenyi utca néven, ugyanott ágazik ki a 42 333-as számú mellékút Füzesgyarmat vasútállomás kiszolgálására. Az út a 4212-es útba beletorkollva ér véget, annak a 24+550-es kilométerszelvénye táján.
Teljes hossza, az országos közutak térképes nyilvántartását szolgáló kira.gov.hu adatbázisa szerint 34,331 kilométer.

## Települések az út mentén
- Karcag
- Bucsa
- (Kertészsziget)
- Füzesgyarmat

## Története
1934-ben már teljes mai hosszában létezett: a kereskedelem- és közlekedésügyi miniszter 70 846/1934. számú rendelete alapján 1937-ben kiadott közlekedési térkép végig mellékúti kiépítettségűként jelöli.
A Kartográfiai Vállalat által 1989-ben kiadott Magyarország autóatlasza csak a megyehatártól Füzesgyarmatig tartó szakaszát tünteti fel "egyéb pormentes út" jelöléssel, Szolnok vármegyei szakaszánál csak silányabb minőségű, portalanított útra utaló jelölés látható.